# Haldorus rüppeli
Haldorus rüppeli är en insektsart som beskrevs av Rauno E. Linnavuori 1968. Haldorus rüppeli ingår i släktet Haldorus och familjen dvärgstritar. Inga underarter finns listade i Catalogue of Life.